# Albert Speer

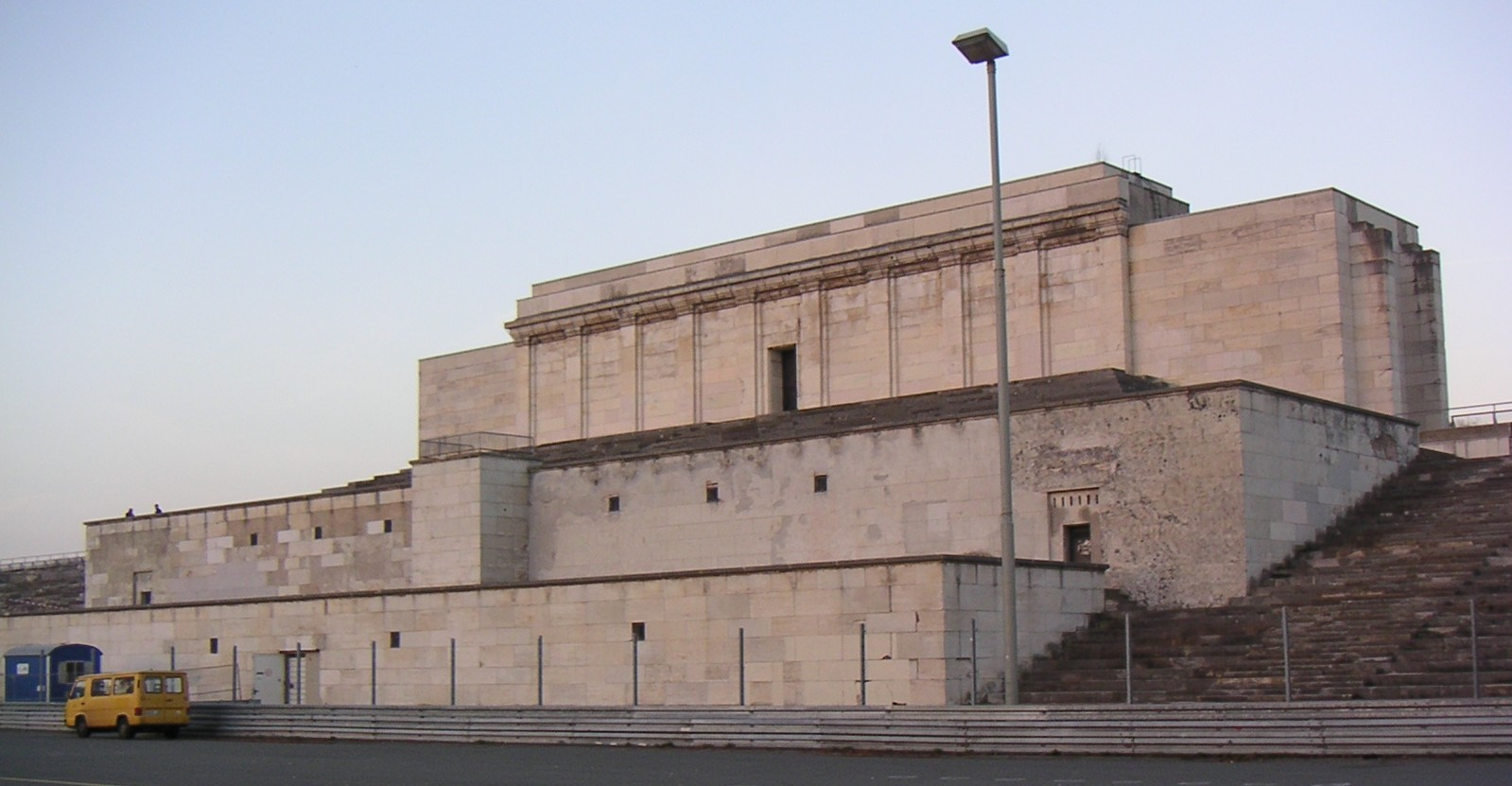
Projekt architektoniczny A. Speera: trybuna główna na Zeppelinfeld w Norymberdze

Albert Speer, właśc. Berthold Konrad Hermann Albert Speer (ur. 19 marca 1905 w Mannheimie, zm. 1 września 1981 w Londynie) – niemiecki polityk i architekt, jeden z przywódców nazistowskich Niemiec, zbrodniarz wojenny.
Jako architekt Speer należał do silnie antymodernistycznych tradycjonalistów. Jego styl można określić jako uproszczony klasycyzm. Architektura powinna być zdaniem Speera monumentalna i obrazowa, wypełnianie funkcji reprezentacyjnych i propagandowych wymaga wrażenia trwałości i stabilności.

## Życiorys

### Dzieciństwo i młodość
Speer pochodził z wielkomieszczańskiej rodziny z Mannheim. Zarówno ojciec, jak i dziadek byli architektami. Albert Speer studiował architekturę na Wyższej Szkole Technicznej w Karlsruhe, a od wiosny 1924 r. do lata 1925 r. w Monachium. Następnie przeniósł się na Uniwersytet Techniczny w Berlinie, nie został tam jednak przyjęty na seminarium u Hansa Poelziga. W 1926 r. został uczniem Heinricha Tessenowa, zaś po uzyskaniu dyplomu w 1927 r. jego asystentem.
Latem 1922 r. poznał Margarete Weber, zwaną Margret (1905–1987), pochodzącą z rodziny rzemieślniczej z Heidelbergu. 28 sierpnia 1928 r. wbrew woli matki, która uważała małżeństwo za mezalians, Albert poślubił w Berlinie Margret. W latach 1934–1942 przyszło na świat sześcioro dzieci Speerów: Albert junior, Hilde, Margarete, Arnold, Fritz oraz Ernst.

### Architekt Hitlera
W grudniu 1930 r. Speer wziął udział w wiecu narodowych socjalistów na Hasenheide w Berlinie, na którym przemawiał Hitler, zaś 1 marca 1931 r. wstąpił do NSDAP i został jej aktywnym działaczem. W 1932 r. podjął pierwsze zlecenia projektowe dla partii, zaś po śmierci Paula Ludwiga Troosta w 1934 r. został głównym architektem Hitlera. W 1937 r. został przez Hitlera mianowany generalnym inspektorem budowlanym stolicy Rzeszy (Generalbauinspektor für die Reichshauptstadt) i na jego zlecenie przygotował plany przebudowy miasta na stolicę świata (tzw. Plan Germania).
W 1940 r. Speer z Hitlerem odwiedził Paryż, by omówić plany budowy miasta przewyższającego rozmachem stolicę Francji. Centralnym budynkiem nowego centrum Germanii miała być wielka hala zgromadzeń, naśladująca rzymski Panteon, z kopułą o wysokości 300 metrów. Jej model znajduje się dziś w Niemieckim Muzeum Historycznym w Berlinie. By móc wyburzyć dużą część berlińskiego centrum, Speer osobiście nadzorował w okresie od października 1941 r. do kwietnia 1942 r. deportację z Berlina 23 tysięcy Żydów, których mieszkania potrzebne były do przesiedlenia mieszkańców z wyburzanych budynków. Ciężar wojny spowodował, że Hitler skierował Speera do innej pracy, a plany przebudowy Berlina musiano odłożyć.
Do zadań Alberta Speera należało przed II wojną światową organizowanie wieców narodowych socjalistów.

### Minister uzbrojenia i amunicji

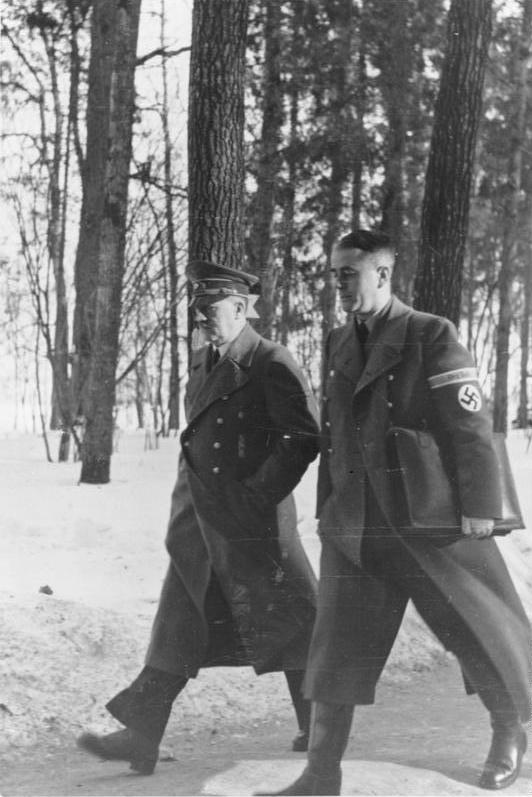
Hitler i Speer jako minister uzbrojenia i amunicji (1942)

Od 8 lutego 1942 r. Speer był ministrem odpowiedzialnym za uzbrojenie i amunicję (Reichsminister für Bewaffnung und Munition) i szefem Organizacji Todta. Jego staraniom przypisuje się fenomenalny rozwój niemieckiej produkcji wojennej po 1942 r. Wydatnie zwiększył produkcję broni, amunicji, czołgów, benzyny lotniczej, a także samolotów. Także rozwój produkcji paliw syntetycznych uważany jest za jego wielki sukces. Umożliwił on przedłużenie wojny o wiele miesięcy. Uważa się często, że był planistą i organizatorem o wyjątkowych zdolnościach, przykładem najbardziej twórczego umysłu technicznego. Potrafił planować na wielką skalę i wprowadzać na bieżąco niezbędne korekty, by uporać się z  zadaniem produkcji wojennej. Jego nominacja na to stanowisko zbiegła się w czasie z ważnymi wydarzeniami. Od grudnia 1941 r. Niemcy prowadzili już formalnie wojnę na dwóch frontach. Wymagało to całkowitej reorganizacji procesu produkcji i jej zintensyfikowanie w związku z rosnącymi potrzebami frontów. Ponadto alianci prowadzili coraz szerzej zakrojoną operację bombardowań terenów III Rzeszy. Naloty szczególnie przybrały na sile w końcowych latach wojny 1943–1945. Jednak pomimo tych trudności niemiecki przemysł zbrojeniowy zachował wysoką wydajność i stale ją zwiększał. Trzeba podkreślić, że nie byłoby to możliwe bez udziału w procesie produkcji olbrzymich mas robotników przymusowych z podbitych państw Europy. Udział w produkcji niewykwalifikowanych robotników ewidentnie wpłynął na wzrost produkcji uzbrojenia, jednocześnie wpłynął on negatywnie na jakość wytwarzanej broni i amunicji. Minister nie ustrzegł się błędów. Jednym z nich był sam plan deportacji milionów robotników przymusowych. Po wojnie często podkreślano, że było to niekonieczne, gdyż wiązało się z wysokimi kosztami transportu i wiązało wiele składów kolejowych, które byłyby bardziej przydatne na froncie, nie wspominając o cierpieniach samych robotników. Ludzie ci mogli pracować na miejscu w swoich ojczyznach. Znacznie skróciłoby to transport na front wschodni broni i zaopatrzenia. Ponadto Speer zbyt późno wydał polecenie przeniesienia zakładów zbrojeniowych z Zagłębia Ruhry (stale paraliżowanego nalotami) do zagłębia na Górnym Śląsku. Decyzję tę podjął dopiero jesienią 1944 r. w związku z ogromnymi spustoszeniami, jakich dokonywały naloty Brytyjczyków i Amerykanów, czemu Luftwaffe i naziemna obrona przeciwlotnicza nie były w stanie zapobiec. Gdy w końcu (za zgodą Hitlera) przeniesiono fabryki na Śląsk, mogło się wydawać, że będą tam bezpieczne. Wkrótce jednak fabryki wpadły w ręce maszerujących na zachód Rosjan. Utrata Górnego Śląska i zniszczenie przez bomby Zagłębia Ruhry były gwoździem do trumny niemieckiego przemysłu zbrojeniowego. Mimo to wysoko ocenia się rolę ministra Speera w procesie produkcji uzbrojenia i nie ulega wątpliwościom, że gdyby nie udało się zintensyfikować produkcji, Niemcy mogli przegrać wojnę już w 1942 lub 1943 r. Speer, zwiększając produkcję, wyraźnie przyczyniał się do przedłużania i tak już przegranej wojny, z czego zdał sobie sprawę dopiero po lądowaniu aliantów w Normandii.

### Proces norymberski i pobyt w więzieniu
W 1946 r., w czasie procesu norymberskiego, Speer został skazany na 20 lat pozbawienia wolności. Oskarżono go o organizację deportacji milionów robotników przymusowych do Niemiec. Przyznał się do winy i jako jedyny z oskarżonych wyraził skruchę i ubolewanie.
W więzieniu Spandau napisał swoje wspomnienia, które zostały opublikowane w 1969 r. (polskie wydanie pt. Dzienniki ze Spandau). Książka ta jest unikatowym opisem najbliższego otoczenia Hitlera. Speer próbował w niej wybielić swoją rolę w czasie wojny, utrzymując na przykład, że nic nie wiedział o niemieckich obozach zagłady. Przyznał tylko, że słyszał niejasne pogłoski o zbrodniach popełnianych w Auschwitz-Birkenau, ale z lojalności wobec Hitlera nie podjął starań, by dowiedzieć się czegoś więcej. Obecnie historycy uważają rzekomą niewiedzę Speera za rozmijanie się z prawdą. Do dziś przetrwały dokumenty potwierdzające, że w 1942 r. Speer organizował rozbudowę obozu koncentracyjnego Auschwitz. Jako architekt odpowiadał za plany (do dziś przetrwały jego odręczne szkice) rozbudowy krematoriów 1 i 2, kostnic obozowych, wieżyczek strażniczych, ogrodzenia z drutu kolczastego, planu podłączenia do ogrodzeń wysokiego napięcia. Był autorem, przygotowanych na bezpośrednie zlecenie Hitlera, planów baraków dla więźniów. Przy budowie i użytkowaniu fabryk oraz kopalń Speer ściśle współpracował z SS, która odpowiedzialna była m.in. za utrzymanie i wyżywienie więźniów pracujących w tych zakładach.

### Schyłek życia
Albert Speer wyszedł z więzienia w 1966 r., po czym zajął się pracą publicysty i wykładowcy. Wystąpił kilka razy w filmach dokumentalnych poświęconych tematyce II wojny światowej i III Rzeszy (m.in. w brytyjskim serialu The World at War); udzielił też szeregu długich wywiadów dla telewizji uważanych dziś za kłamliwe, bo nieujawniających jego roli w nazistowskim systemie władzy. Twierdził w nich, między innymi, że nie wiedział o zagładzie Żydów, podczas gdy istnieją dokumenty wskazujące na jego bezpośredni w niej udział. Równocześnie z tymi publicznymi wystąpieniami, w sytuacjach prywatnych Speer niejednokrotnie przyznawał się do wiedzy o zbrodniach (jak w 1976 r. w liście do wdowy po belgijskim bojowniku ruchu oporu Hélène Jeanty Raven, do której napisał około 100 listów, oraz w rozmowach ze swoim wydawcą).
Zmarł nagle na wylew krwi do mózgu, którego doznał w hotelu w trakcie podróży do Anglii. Przeżył 76 lat.

## Mit przyzwoitego narodowego socjalisty

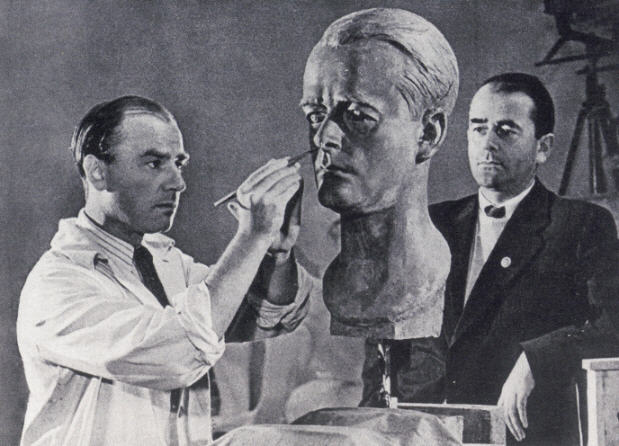
Arno Breker rzeźbi w czasach narodowego socjalizmu popiersie Alberta Speera (1940)

Uważa się, że Albert Speer zbudował wokół swojej osoby mit „przyzwoitego narodowego socjalisty”, który niewiele ma wspólnego z prawdą historyczną. Biografia Speera wydana jeszcze za jego życia i napisana przez Joachima Festa tylko w niewielkim stopniu podważyła ten mit.
Tym niemniej w Niemczech zachowały się dokumenty świadczące o tym, że Speer kierował deportacją Żydów z Berlina w ramach realizacji przebudowy urbanistycznej miasta. 6 października 1943 r. w Poznaniu brał udział w zebraniu, na którym przemawiał Himmler, omawiając zagładę Żydów, i gdzie rozważano problemy z tym związane. Dokumenty te świadczą też o tym, że jako minister uzbrojenia III Rzeszy podpisywał decyzje alokujące środki na rozbudowę Auschwitz. Podobnie okazało się, że dziennik wojenny (zatytułowany Chronik) napisany przez architekta Rudolfa Woltersa – bliskiego współpracownika i przyjaciela Speera – zawiera usunięte przed publikacją fragmenty, które nie pozostawiają wątpliwości co do tego, że Speer wiedział o Holocauście i był aktywnym narodowym socjalistą.
Większość tych dokumentów przytacza wydana w 1982 r. książka Matthiasa Schmidta Albert Speer, das Ende eines Mythos (Albert Speer, koniec pewnego mitu), która całkowicie obala mit stworzony przez Speera.

## Życie prywatne
Syn Speera, również Albert, był także architektem. Córka, Hilde Schramm, jest pedagogiem i byłą deputowaną Listy Alternatywnej w berlińskim parlamencie lokalnym (w latach 1989–1990 była jego wiceprzewodniczącą).

## Główne dzieła architektoniczne
- pawilon niemiecki na wystawie światowej w Paryżu, 1937
- Zeppelinfeld i tereny zjazdów partyjnych w Norymberdze, 1934–1939
- Nowa Kancelaria Rzeszy w Berlinie, 1938–1939
- projekty przebudowy Berlina (tzw. Plan Germania), 1934–1945
- projekt Wału Atlantyckiego, 1942–1944
- projekt Riese (Góry Sowie, Głuszyca) – do 1945